# Epuraea aestiva
Epuraea aestiva är en skalbaggsart som först beskrevs av Carl von Linné 1758.  Epuraea aestiva ingår i släktet Epuraea, och familjen glansbaggar. Arten är reproducerande i Sverige.

## Bildgalleri

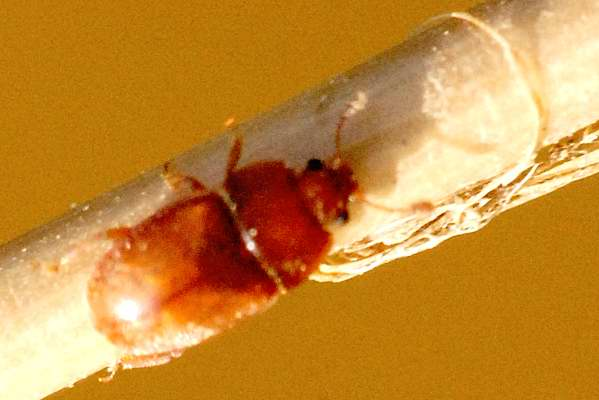
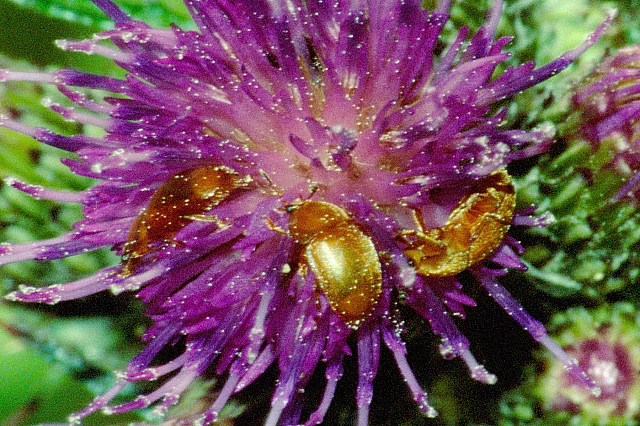